# Atampaya jezik
Atampaya jezik (ISO 639-3: amz), jedan od četiri sjevernih pama jezika, šire skupine pamanskih jezika, porodica pama-nyunga, kojim su donedavno (negdje do 2003) govorila posljednja četiri govornika (1981 Wurm and Hattori). 
3. srpnja 2009. ovaj jezik je označen izumrlim. Atampaya se govorio u 
australskoj državi Queensland, na krajnjem sjeveru poluotoka York uz Eliot Creek.

## Vanjske poveznice
- Ethnologue (14th)
- Ethnologue (16th)